# Имати или бити?
Имати или бити? јесте књига немачког социолога и психолога Ериха Фрома, објављена 1976. године.

## Опис
Фром пише како је модерно друштво постало материјалистичко и више жели да "има" него да "буде". Он спомиње и велика обећања и могућности достизања невероватне среће. слободе и доминацију природе. Ова обећања су достигла врхунац пре индустријализације. Фром тврди да када би постојала бесконачна производња, постојала би и бесконачна конзумација. Људи су желели да постану Богови на планети Земљи, али нису успели. Велика обећања о којима Фром говори су постала недостижна, а људи су постали хедонисти, жудећи да испуне сваку жељу, тако да је егоизам, себичност и велика похлепа људи зауставила велика обећања. 
У индустријском добу, економија не зависи од питања шта је добро за човека, већ само за оно што је добро за раст система. Дакле, економски систем друштва служи људима на такав начин на који су намеравали да се пренесу само њихови лични интереси. Људи који су имали неограничене потребе и жеље попут римских царева, енглеског и француског племства били су људи који су извукли највише из тога.
Данашње друштво потпуно је скренуло са свог стварног пута. Материјалистичка природа људи "имати" постаје развијенија од "бити". Савремена индустријализација дала је велика обећања, али сва ова обећања су развијена да испуне људске интересе и повећају своју имовину. У сваком начину живота људи би требали више размишљати о природи "бити", а не о природи "имати". Ово је истина коју људи поричу и стога су људи савременог света потпуно изгубили своје унутрашње ја. Поента постојања је важнија јер су сви смртни, па ће и поседовање после њихове смрти постати бескорисно, јер ће имања која се преносе у живот после смрти бити оно што је особа заправо била унутра.

## Рецепција
Имати или бити? једна је од најутицајнијих књига друге половине двадесетог века. Ништа мање од манифестације нове социјалне и психолошке револуције у циљу спашавања угрожене планете, ова књига је резиме продорне мисли Ериха Фрома. Његова је теза да се два модела постојања боре око људског духа: модел заснован на имању, усредсређен на материјалне поседе, моћ и агресију, основа за универзалну зла: похлепу, завист и насиље; и модел битисања, заснован на љубави, задовољство дељења и на продуктивној активности.